# Clubiona mandschurica
Clubiona mandschurica là một loài nhện trong họ Clubionidae.
Loài này thuộc chi Clubiona. Clubiona mandschurica được Ehrenfried Schenkel-Haas miêu tả năm 1953.